# Požary
Požary (in russo Пожары?) è un singolo del cantante russo Xolidayboy, pubblicato il 22 febbraio 2024.
È stato riconosciuto col premio Novoe Radio al miglior singolo.

## Video musicale
Il video, diretto da Serghey Grey, è stato reso disponibile il 2 aprile 2024 attraverso il canale YouTube dell'artista ed è finito in lizza per il premio Muz-TV al miglior video.

## Tracce
Testi e musiche di Ivan Olegovič Minaev.
1. Požary – 3:17

## Classifiche
| Classifica (2025) | Posizione massima |
| ----------------- | ----------------- |
| Bielorussia       | 33                |
| Kazakistan        | 40                |
| Russia            | 12                |